# تدمي المني
هيماتوسبيرميا أو تدمم المني ويكون مصحوبًا بدم  شديد وتعرف أيضًا بتدمم المني (بالإنجليزية: Hematospermia ) وهو تواجد الدم في السائل المنوي ويكون في معظم الأحيان من الأعراض الحميدة. ظهوره عند الرجال مابين سن الأربعين أو أكثر، ينبئ تدمي المني بوجود سرطان البروستاتا عادةً. لم يتم إيجاد سبب معين في مايزيد عن 70% من الحالات.